# Анаммокс

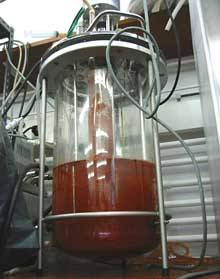
Насыщенная культура Kuenenia stuttgartiensis — бактерии, осуществляющей анаммокс.

Анаммо́кс (сокр. от англ. anaerobic ammonium oxidation — анаэробное окисление аммония) — один из ключевых микробных процессов в круговороте азота. Бактерии, осуществляющие этот процесс, были открыты в 1999 году, и в своё время описание этого процесса стало большим сюрпризом для научного сообщества. Уравнение процесса:
NH4+ + NO2− → N2 + 2H2O.
Этот процесс происходит во многих природных сообществах. 

## Общая характеристика процесса
В ходе анаммокса нитрит-ион и ион аммония превращаются непосредственно в молекулярный азот:
NH4+ + NO2− → N2 + 2H2O.
В масштабах планеты этот процесс даёт начало 30—50 % молекулярного азота, образующегося в океанах. В ходе анаммокса утилизируются соединения фиксированного азота в усваиваемой растениями форме и переводятся в неусваиваемую молекулярную форму, поэтому этот процесс ограничивает первичную продуктивность океана. 

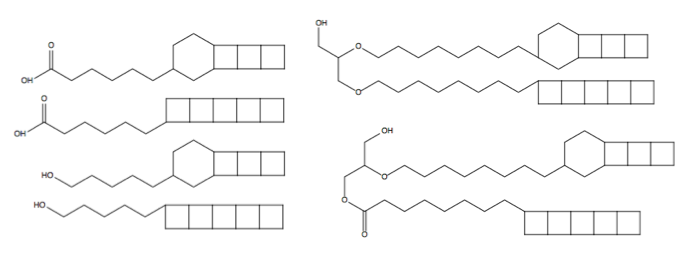
Ладеррановые липиды C_{17}—C_{20} анаммокс-бактерий, содержащие 3 линейно соединённых циклобутановых кольца, а также 1 циклогексановое или 5 циклобутановых колец. Жирные кислоты присоединены посредством сложных эфирных связей к остатку метанола или глицерина, а ладеррановые спирты по-разному соединены простыми эфирными связями с глицерином.

Бактерии, осуществляющие анаммокс, относятся к типу планктомицетов. На данный момент анаммокс описан у представителей 5 родов бактерий: Brocadia, Kuenenia, Anammoxoglobus, Jettenia (все пресноводные виды), а также Scalindua (морские представители). Для бактерий, осуществляющих анаммокс, характерно несколько отличительных черт: в их клетках всегда содержится единственная аннамоксосома — окружённый мембраной компартмент, в котором и происходит процесс анаммокса. Кроме того, их мембраны содержат особые ладдерановые липиды, обнаруженные лишь у этих организмов. Особый интерес представляет образование гидразина как промежуточного соединения (это вещество используется как ракетное топливо и ядовито для большинства организмов). Наконец, эти бактерии отличаются поразительно низкой скоростью роста: время удвоения численности составляет 7—22 дней. Они способны осуществлять превращения субстратов анаммокса даже при очень низкой их концентрации (менее микромолярных); иными словами, они отличаются очень высоким сродством к аммонию и нитриту. Клетки, осуществляющие анаммокс, содержат очень много белков типа цитохрома с, которые составляют до 30 % всех клеточных белков. К их числу относятся и ферменты, осуществляющие ключевые катаболические реакции анаммокса; они придают клеткам характерный красный цвет. Изначально считалось, что анаммокс происходит только при температурах 20—43 °C, однако в недавнее время анаммокс был описан в горячих источниках при температурах 36—52 °C и в гидротермальных источниках вдоль Срединно-Атлантического хребта при температурах 60–85 °C.

## История

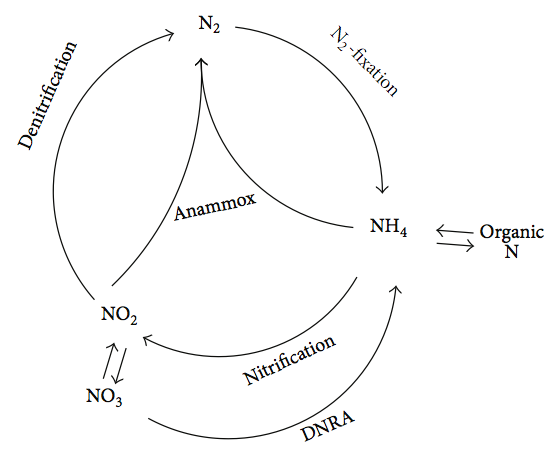
Круговорот азота в природе. DNRA — диссимиляционное восстановление нитрата до аммония

В 1932 году появились сообщения об образовании азота в ходе неизвестного процесса при брожении, которое происходило в иловых отложениях в озере Мендота (штат Висконсин, США). Более чем через 40 лет назад Ричардс заметил, что большая часть аммония, которая должна была бы образоваться при реминерализации органических остатков, пропадала. Поскольку никаких биологических путей для осуществления таких превращений известно не было, поначалу биологическое анаэробное окисление получило мало внимания. Тридцать лет назад при помощи термодинамических расчётов было предсказано существование двух хемолитоавтотрофных организмов, способных окислять аммиак до азота. Долгое время, впрочем, считали, что биологическое окисление аммиака невозможно, поскольку многие предшествующие попытки найти биологическую основу этих реакций не увенчались успехом. В 1990-х годах наблюдения Арнольда Мадлера (англ. Arnold Mulder) подтвердили заключение Ричардса. Эти учёные наблюдали, что в лишённой кислорода среде, содержащей бактерии, ионы аммония исчезают с видимым образованием азота. Этот процесс получил название анаммокс, и стало понятно, что он имеет огромное значение для разложения невостребованного аммония. Об открытии анаммокса было публично объявлено на Пятом биотехнологическом европейском конгрессе. В середине 1990-х было сообщено об открытии анаммокса в реакторе с кипящим слоем (англ. fluidized bed reactor). В нём наибольшая скорость анаммокса составила 0,4 кг N/м3/d. Было показано, что для поглощения 1 моля аммония был необходимы 0,6 моля нитрата, в результате чего образовывалось 0,8 моля газообразного N2. В том же году была определена биологическая природа анаммокса. Эксперименты с применением радиоактивных изотопов показали, что при использовании 15NH4+ и 14NO3− доминирующим продуктом был 14-15N2, который составлял 98,2 % всего меченного N2. Стало понятно, что в качестве агента, окисляющего аммиак, в анаммоксе использовался нитрит, а не нитрат. На основании предшествующих исследований Strous и коллеги, используя баланс взаимодействующих масс, рассчитали стехиометрию анаммокса, и их результаты получили широкую известность в других группах учёных. Позднее было определено, что бактерии, осуществляющие анаммокс, относятся к типу планктомицетов, и первый известный осуществляющий анаммокс организм получил название Candidatus Brocadia anammoxidans. До 2002 года считалось, что анаммокс играет лишь небольшую роль в круговороте азота в природных экосистемах. Однако в 2002 году установили, что анаммокс играет важную роль в биологическом цикле азота, на его долю приходится от 24 до 67 % общей продукции азота в осадочном слое континентальных шельфов. Из-за этого представление об общем виде круговорота азота в природе несколько изменилось, как показано на рисунке.

## Возможный механизм реакции

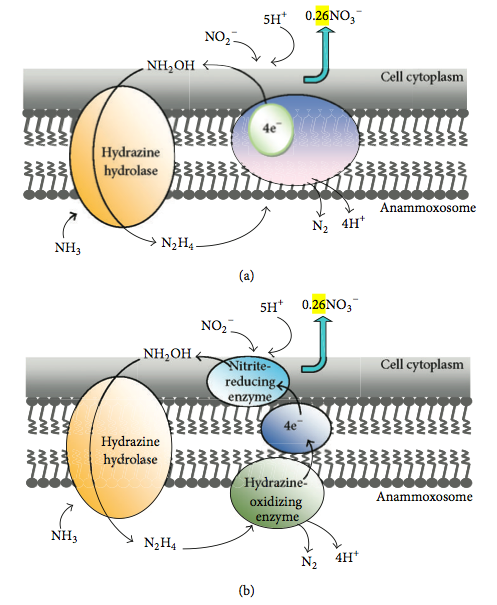
Возможный биохимический механизм анаммокса и клеточная локализация ферментов, осуществляющих этот процесс

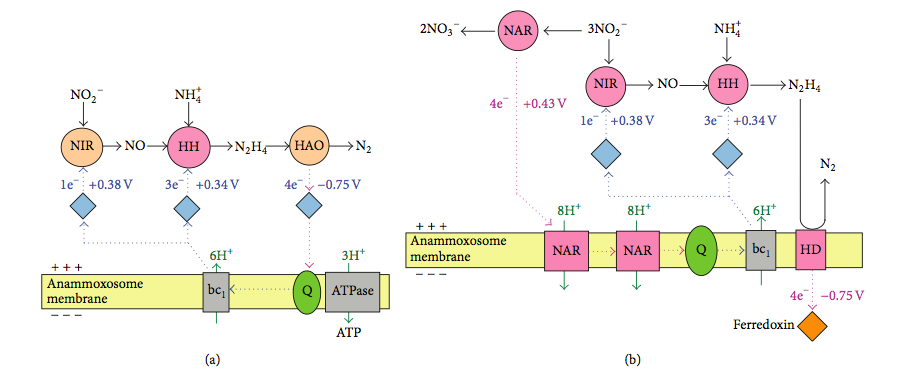
Гипотетические метаболические пути и обратный транспорт электронов в анаммоксосоме. (а) Механизм анаммокса, при котором нитрит используется в качестве акцептора электронов для создания протондвижущей силы, направленной через мембрану анаммоксосомы. (b) Обратный перенос электронов, обусловленный протондвижущей силой, связывает центральный катаболизм с нитратредуктазой (NAR) и высвобождает ферредоксин, который далее используется для восстановления диоксида углерода в ацетил-СоА-пути. HAO — гидразиноксидоредуктаза; HD — гидразиндегидрогеназа; НН — гидразингидролаза; NIR — нитритоксидоредуктаза; Q — хинон. Светло-синие ромбики — цитохромы, синие стрелки — восстановление, красные стрелки — окисление.

Согласно экспериментам с 15N, проведённым в 1997 году, в ходе анаммокса аммоний биологически окисляется до гидроксиламина, а в качестве возможного акцептора электронов выступает нитрит. Считается, что электронные эквиваленты, необходимые для восстановления нитрита до гидроксиламина, образуются при превращении гидразина в молекулярный азот. Предложено два возможных механизма этих реакций. Согласно первому механизму, мембраносвязанный ферментный комплекс осуществляет превращение аммония и гидроксиламина в гидразин, который в периплазме окисляется до азота. В этот же момент цитоплазматическая сторона того же самого комплекса, который окисляет гидразин, и осуществляет внутренний перенос электронов. Второй механизм утверждает следующее. Аммоний и гидроксиламин превращает в гидразин мембраносвязанный ферментный комплекс, после чего гидразин окисляется до молекулярного азота в периплазматическом пространстве, а высвобожденные электроны через электронтранспортную цепь доставляются в цитоплазму к ферменту, восстанавливающему нитрит до гидроксиламина. Ещё нет ясности относительно того, происходит ли восстановление нитрита и окисление гидроксиламина в разных сайтах одного и того же фермента, или же эти реакции осуществляются двумя различными ферментными системами, соединёнными электронтранспортной цепью. Микроорганизмы редко используют гидразин как промежуточное соединение в метаболизме азота. Возможно, в нитрогеназной реакции именно он является связанным с ферментом промежуточным соединением. 
Hooper и коллеги предположили, что, возможно, в анаммоксе принимают участие оксид азота NO и нитроксил HNO: NO или HNO конденсируется с аммонием под действием фермента, родственного ферментам семейства аммониймонооксигеназ. Выделяющийся гидразин или имин может впоследствии превратиться в молекулярный азот под действием гидроксиламиноксидазы, а образующиеся восстановительные эквиваленты необходимы для реакции между NO или HNO с аммонием или же для восстановления нитрита до NO. Геномный анализ вида Candidatus Kuenenia stuttgartiensis показал, что у этого организма промежуточным соединением является не гидроксиламмоний, а NO; таким образом, у него имеет место близкий, но слегка отличающийся метаболический механизм. Однако эта гипотеза не противоречит тому, что важным промежуточным соединением анаммокса является гидразин. С гидразином работают два фермента, уникальных для бактерий, осуществляющих анаммокс: гидразингидролаза (hh) и гидразиндегидрогеназа (hd). Hh образует гидразин из нитрита и аммония, а hd переносит электроны с гидразина на ферредоксин. Были определены несколько генов, которые участвуют в биосинтезе жирных кислот и S-аденозилметионина, которые содержат каталитические домены и домены, имеющие электрон-транспортную цепь. 
Аэрация и добавление органических субстратов (обычно метанола) показало, что две стадии анаммокса, во-первых, являются чрезвычайно энергозатратными процессами, во-вторых, связаны с образованием излишков илистых отложений и, в-третьих, дают начало большим объёмам парниковых газов, таких как СО2, N2O и NO, поглощающий озон. Поскольку анаммокс-бактерии непосредственно превращают аммоний и нитрит в N2 в анаэробных условиях, этот процесс не нуждается в аэрации и добавлении других доноров электронов. Тем не менее, кислород необходим для образования нитрита бактериями, окисляющими аммоний. Однако в системах анаммокса с частичной нитрификацией потребность в кислороде значительно снижена, потому что только половина аммония окисляется до нитрита вместо полного превращения в нитрат.

## Разнообразие видов

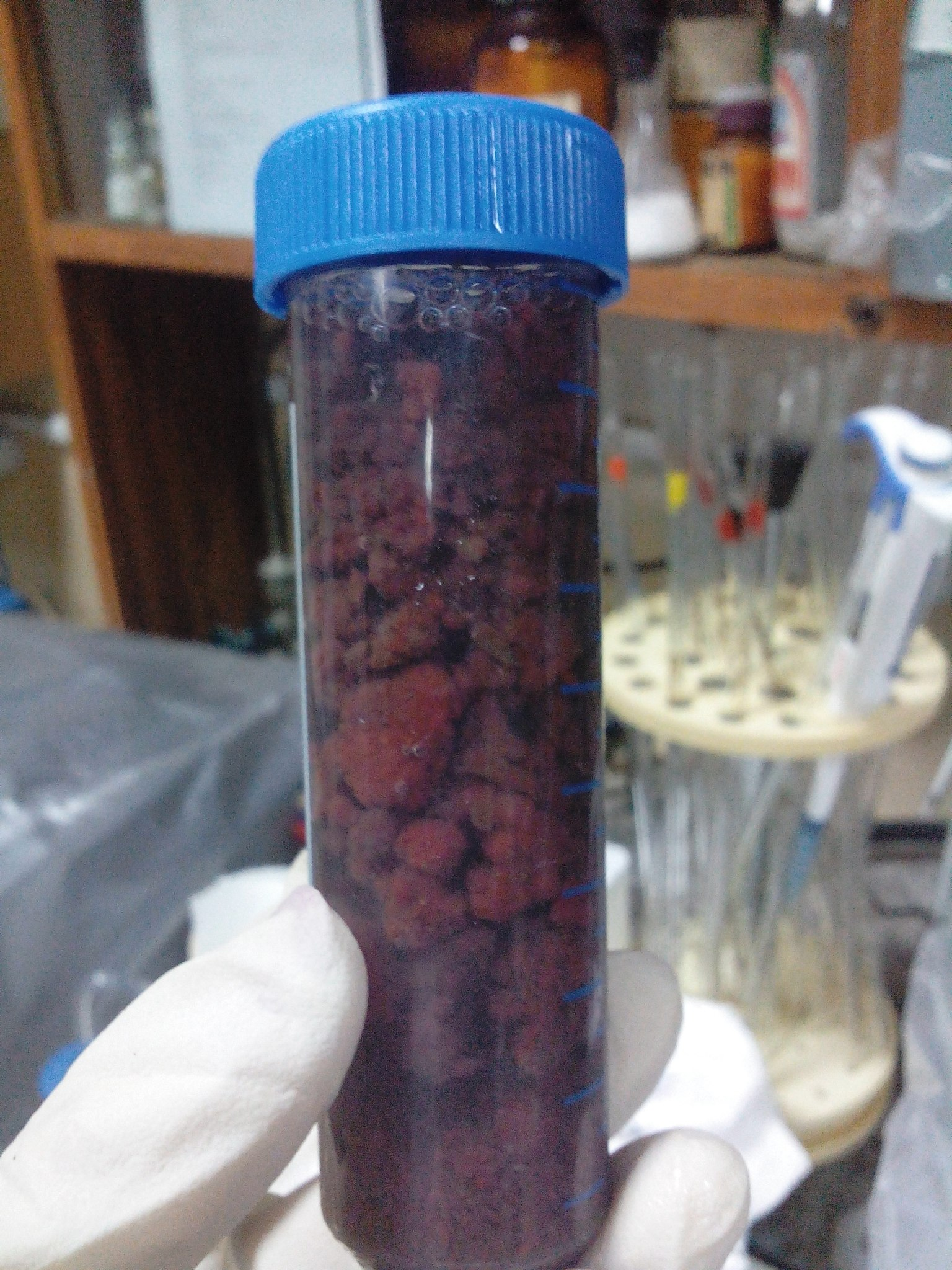
Аннамокс бактерии из микробиологического реактора.

К настоящему моменту описано 10 видов, представители которых могут осуществлять анаммокс, причём семь из них могут быть выращены в лабораторной культуре. Все они пока имеют таксономический статус Candidatus, поскольку ни один из них не удалось получить в чистой культуре. Известные виды распределены по 5 родам: Kuenenia (Kuenenia stuttgartiensis), Brocadia (три вида: B. anammoxidans, B. fulgida и B. sinica), Anammoxoglobus (A. propionicus), Jettenia (J. asiatica) и Scalindua (S. brodae, S. sorokinii, S. wagneri и S. profunda). Представители первых четырёх видов были выделены из осадков, покрывающих растения, использующиеся для очищения сточных вод. K. stuttgartiensis, B. anammoxidans, B. fulgida и A. propionicus были выделены из одной и той же посевной культуры. Scalindua населяет преимущественно морские воды, однако встречается также в пресноводных экосистемах и на растениях, очищающих сточные воды. Эти 10 видов, судя по всему, представляют лишь малую долю биоразнообразия видов, осуществляющих анаммокс. Например, в базе данных GenBank в настоящее время содержится более 2000 генов 16S рРНК, выделенных из бактерий, осуществляющих анаммокс. Они принадлежат различным видам, подвидам и штаммам, которые сумели найти свою собственную видовую нишу среди различных сред обитания, населяемых бактериями, проводящими анаммокс. Видовое микроразнообразие особенно выражено у морского рода Scalindua.
Доля совпадения последовательностей 16S рРНК у анаммокс-бактерий составляет от 87 до 99 %, и филогенетические данные заставляют отнести их к филуму Planctomycetes, который образует суперфилум PVC вместе с филумами Verrucomicrobia и Chlamydiae. В пределах Planctomycetes анаммокс-бактерии формируют рано отделившуюся монофилетическую кладу. Их филогенетические особенности вместе со специфическими клеточными, физиологическими и молекулярными свойствами заставляют выделить анаммокс-бактерии в порядок Brocadiales.

## Применение
Анаммокс применяется для удаления аммония из сточных вод при их очистке и включает два раздельных процесса. Первый из них заключается в частичной нитрификации половины аммония до нитрита бактериями, окисляющими аммиак. 
2NH4+ + 3O2 → 2NO2− + 4H+ + 2H2O
Далее остатки аммония и нитрит в ходе анаммокса, осуществляемого второй группой бактерий, превращаются в нитрат и молекулярный азот (выход около 15 %, не показано):
NH4+ + NO2− → N2 + 2H2O
Оба процесса могут происходить в одном и том же реакторе, где бактерии двух разных групп формируют компактные гранулы.
Для получения гранулярной биомассы или биоплёнки из бактерий, осуществляющих анаммокс, необходимы специальные реакторы, причём в оптимальных условиях необходимый объём культуры может быть достигнут за 20 дней. Для выращивания анаммокс-бактерий подходят такие системы, как реактор переменного действия (англ. sequencing batch reactors, SBR), движущийся реактор с кипящим слоем (англ. moving bed reactor) и реакторы типа gas-lift-loop. Первый крупномасштабный реактор, предназначенный для выращивания анаммокс-бактерий, был построен в Нидерландах в 2002 году.
Анаммокс — торговое наименование технологии удаления аммиака, основанной на его анаэробном окислении и разработанной Делфтским техническим университетом. 